# Каринтійський плебісцит 1920
46°37′57″ пн. ш. 14°37′07″ сх. д. / 46.6325° пн. ш. 14.6187° сх. д.

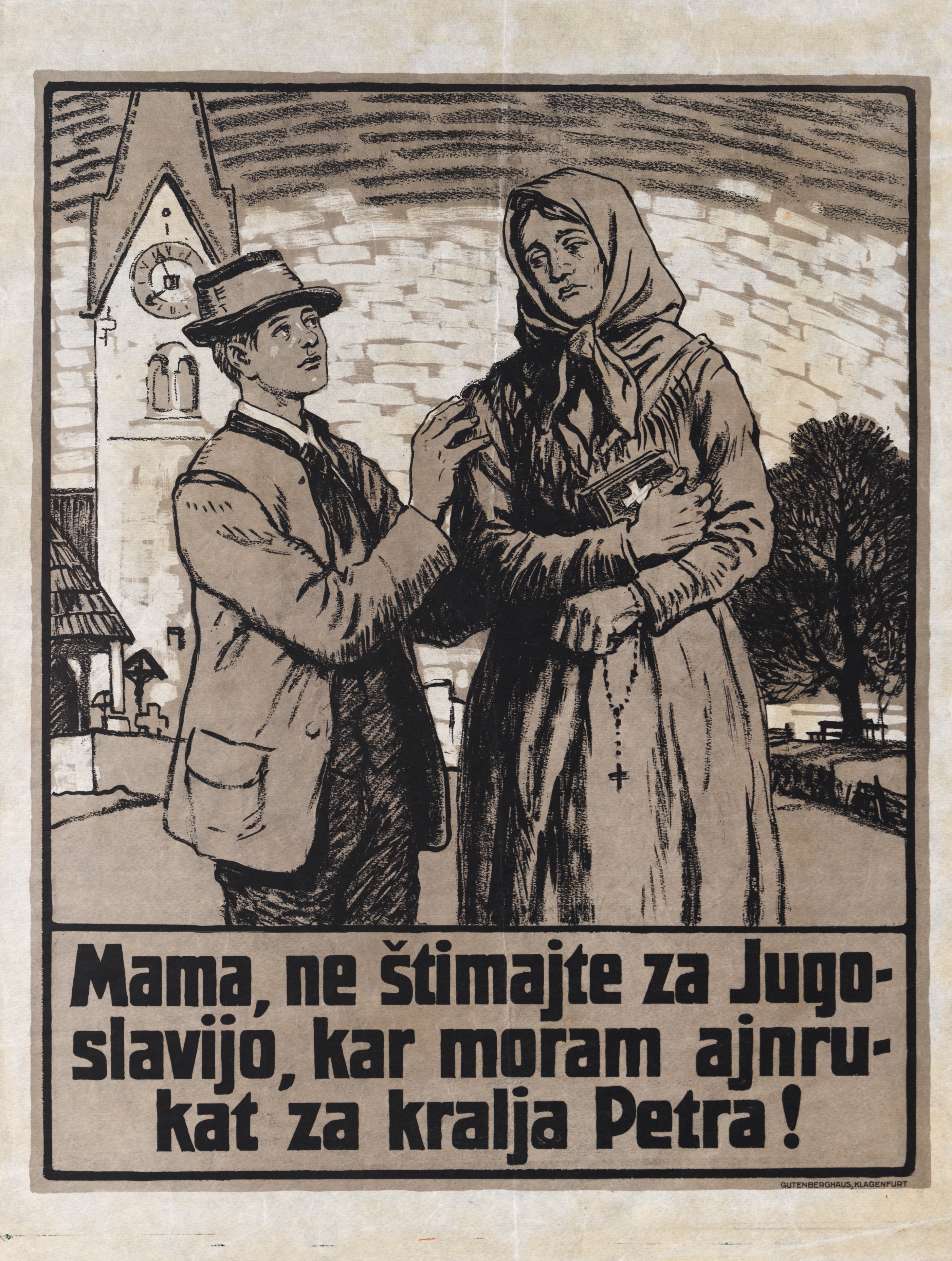
Австрійський пропагандистський плакат словенською мовою 1920 року. У тексті написано: «Мамо, не голосуй за Югославію, інакше мене призвуть до короля Петра». Такими повідомленнями австрійська сторона зображувала югославів як мілітаристів, а австрійців і німців — як миролюбців.

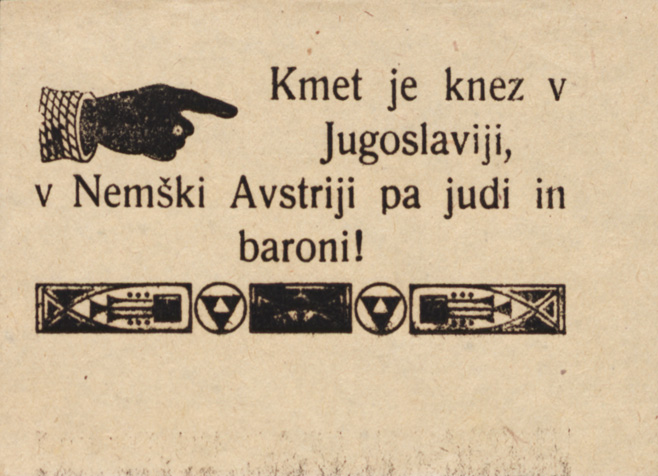
Югославська пропагандистська наклейка. У тексті сказано: «У Югославії князем є фермер. У німецькій Австрії — євреї та барони».

Каринтійський плебісцит (нім. Kärntner Volksabstimmung, словен. Koroški plebiscit) відбувся 10 жовтня 1920 року в районі Південної Каринтії, населеному переважно каринтійськими словенцями. Він визначив остаточний кордон між Австрійською республікою та новоутвореним Королівством сербів, хорватів і словенців (Югославією) після Першої світової війни . Переважно словенськомовна територія плебісциту проголосувала за те, щоб залишитися частиною Австрії з більшістю 59 %.

## Фон
Після поразки багатоетнічної Австро-Угорщини та правлячої династії Габсбургів у Першій світовій війні на її колишній території виникли нові держави. Серед них була міжнародно невизнана Держава Словенців, Хорватів і Сербів, яка була створена в останні дні війни відповідно до Корфської декларації 1917 року та об'єдналася з Королівством Сербія, щоб 1 грудня 1918 року утворити Королівство сербів, хорватів і словенців.
Визначення кордонів між новими країнами було складним і важким, і не завжди мирним: у той час як північно-західний кордон з Королівством Італія вздовж «Юліанської марші» вже був визначений Лондонським договором 1915 року, демаркаційна лінія між Югославією та частиною Німецької Австрії була важкою і дуже дискусійною справою. Принцип самовизначення, який відстоював президент США Вудро Вільсон, був підхоплений як словенцями, так і австрійцями в Каринтії, Штирії та Карніолії. Кульмінацією зростання напруженості стали збройні зіткнення, як-от у Марбурзьку криваву неділю в Нижній Штирії та продовження бойових дій воєнізованих формувань у південно-східній Каринтії.
«Каринтійське питання» стало проблемою в останні дні Першої світової війни, коли події розвивалися швидко, починаючи з територіальних претензій словенських національних зборів 17 жовтня 1918 року. Ці претензії були відхилені тимчасовими зборами ландтагу Карінтії 25 жовтня 1918 року, які проголосили приєднання держави до Німецької Австрії. З 5 листопада югославські війська ввійшли в зону поселення каринтійських словенців від гірського хребта Караванки до річки Драва і далі. Асамблея ландтагу втекла з Клагенфурта до північно-західного міста Шпітталь-ан-дер-Драу і 11 листопада офіційно зажадала самовизначення, що в даному випадку дорівнювало вимогі плебісциту для регіону зі змішаним населенням.
З окупацією югославськими військами південно-східної Каринтії протистояння переросло у збройні сутички. Щоб зберегти південний кордон Каринтії на хребті КараванкиТимчасовий уряд Карінтії під керівництвом губернатора Артура Лемісча вирішив взятися за зброю. Запеклі бої воєнізованих груп навколо Арнольдштейна та Ферлаха стривожили держави Антанти. Вони домовилися про припинення вогню, після чого дев'ятиденна комісія армії США під керівництвом підполковника Шермана Майлза у січні та лютому 1919 року дослідила спірний регіон та зробила важливу рекомендацію щодо збереження кордону з Караванками, що відкривало можливість проведення плебісциту. Представники Югославії вимагали встановити кордон по Драві; Однак американські делегати висловилися за збереження єдності Клагенфуртського басейну і переконали в цьому британську та французьку делегації. До 7 травня всі окуповані території Каринтії були звільнені. Коли 28 травня 1919 року югославські війська під командуванням генерала Рудольфа Майстера зробили спробу знову увійти в регіон, влада Антанти змусила їх відійти.
Питання полягало в тому, чи значна словеномовна більшість у південно-східному регіоні Каринтії, що примикає до хребта Караванки, проголосує за об'єднання з Австрією, чи ця більшість бажає приєднатися до новоствореної південнослов'янської держави. Це було значною мірою наслідком зростання романтичного націоналізму під час Австро-Угорської монархії та ідеї автономії «словенських земель», маючи на увазі ранньосередньовічне слов'янське князівство Карантанія, яке загинуло в IX столітті. Спільна держава з іншими південнослов'янськими народами здавалася найбільш прийнятним компромісом на шляху реалізації націоналістичних прагнень.

## Плебісцит

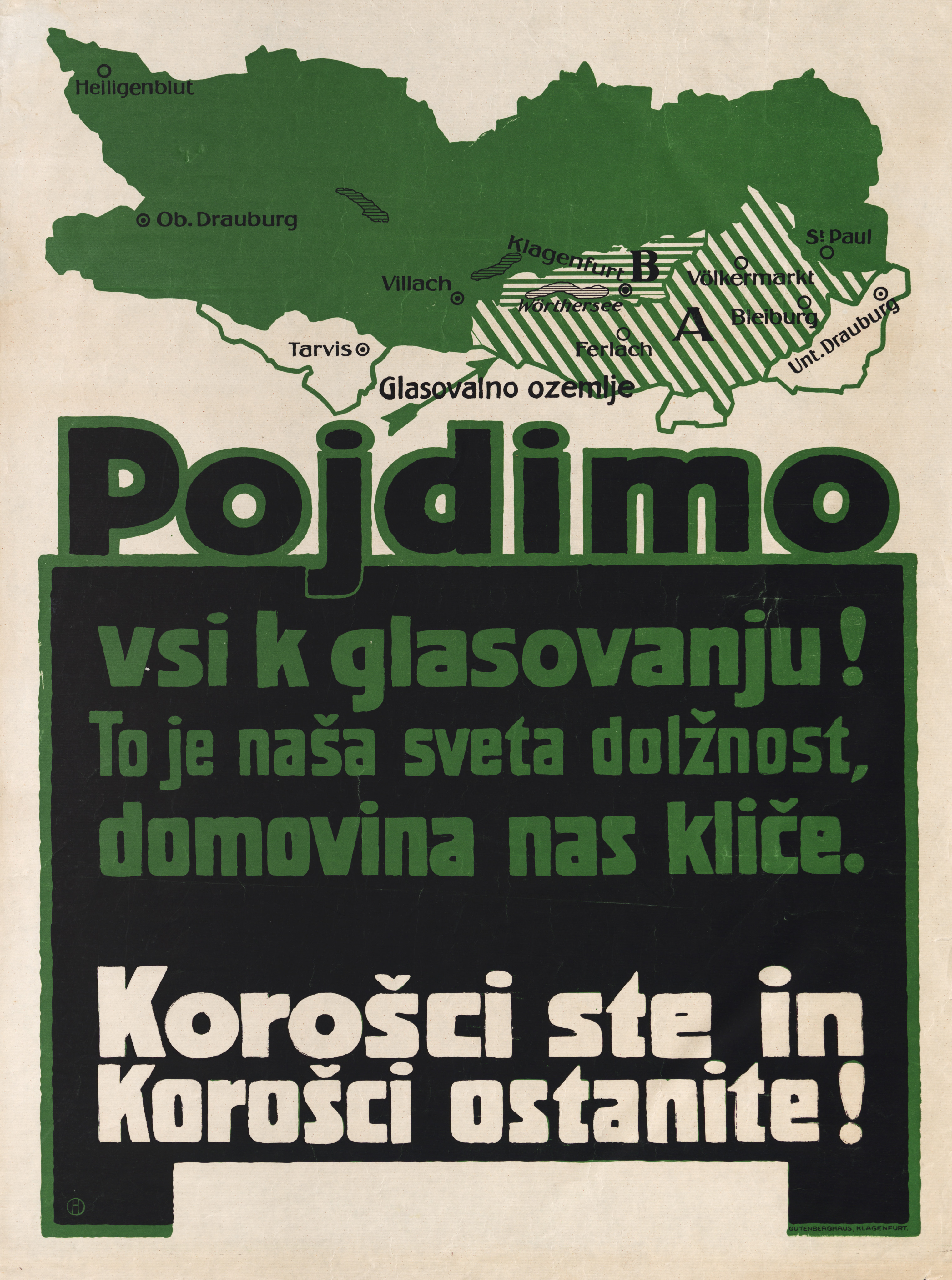
Плакат словенською мовою («Ходімо голосувати! Це наш святий обов'язок, Батьківщина нас кличе. Ви — каринтійці, і залишайтеся каринтійцями!»), із зображенням зон А і Б

Сен-Жерменський договір з Австрійською Республікою, підписаний 10 вересня 1919 року, мав визначити австрійсько-югославський кордон. Було встановлено, що деякі невеликі частини Каринтії, тобто долина Межа (нім. Mießtal) з містом Дравоград (Unterdrauburg) і муніципальною територією Єзерсько (Seeland) — мали бути включені до складу нового Королівства сербів, хорватів і словенців, тоді як доля ширшої південно-східної території Каринтії аж до Клагенфуртського басейну мала визначатися плебісцитом.
Бажаючи вирішити конфлікт мирним шляхом, союзники-переможці у Першій світовій війні розділили південно-східну Каринтію на дві зони: «А» на півдні та «Б» на півночі. Двоетапний референдум мав бути проведений для визначення анексії або Австрією, або Королівством сербів, хорватів і словенців, у меншій зоні B, лише якщо більшість людей у зоні A проголосує за Югославію. Населення зони А було переважно словенськомовним: за довоєнним австрійським переписом 1910 року, люди в цих муніципалітетах, які використовували словенську як свою основну мову, становили майже 70 % населення; в той час як кількість етнічних словенців була, мабуть, більшою. Німецькомовні були зосереджені в місті Фелькермаркт і деяких менших населених пунктах, особливо навколо Блайбурга (словен. Pliberk) і Ферлаха (Боровле).
Перед плебісцитом обидві сторони вели інтенсивну пропагандистську кампанію. Австрійська пропаганда наголошувала на економічних перевагах збереження єдності Клагенфуртського басейну та апелювала до почуттів єдності Каринтії та братерства між словенсько- та німецькомовними народами Каринтії. Проводившись на словенському каринтському діалекті, австрійська пропаганда обіцяла, що словенська мова та національна ідентичність будуть розглядатися як рівні з німецькою в Австрії, що офіційно підтверджено зборами ландтагу Каринтії за два тижні до проведення плебісциту. Проте він також мав антиюгославську тенденцію, зображуючи умови в Королівстві сербів, хорватів і словенців як хаос. Югославська пропаганда майже виключно використовувала аргументи, що наголошували на словенській національній свідомості. Воно з самого початку займало агресивну антинімецьку позицію і звернулося до економічних питань лише в останні кілька тижнів перед плебісцитом. Учасники кампанії не змогли використати політичну нестабільність молодої Австрійської республіки та її тоді незавидне становище в міжнародному співтоваристві для вигоди.
Незважаючи на шестимісячний термін, визначений Сен-Жерменським договором, референдум не проводився в зоні А до 10 жовтня 1920 року. Окрім зміни дати плебісциту, інші умови Сен-Жерменського договору нібито були проігноровані або змінені: представник Австрії був прийнятий до складу комісії, а комісія плебісциту змінила правила, не дозволивши югославським військовим контролювати кордон між зонами A і B 8 червня 1920 року. Натомість югославська армія мала вийти із зони А згідно з рішенням плебісцитної комісії 18 вересня 1920 року. Можливо, також були внесені зміни в реєстри виборців, які дозволили людям із північної зони B голосувати в зоні A, підтримуючи австрійську сторону. У наступні десятиліття обидві сторони продовжуватимуть інтерпретувати та інструменталізувати обставини плебісциту по-своєму.

## Результати
Результатом плебісциту, що відбувся 10 жовтня, стало 22 025 голосів (59,1 % від загальної кількості) за приєднання до Австрії та 15 279 (40,9 %) за приєднання до Королівства сербів, хорватів і словенців. Якщо припустити, що вся німецькомовна меншина проголосувала за Австрію, половина словенців Каринтії також вирішила залишитися в Республіці. У той час як більшість у віддалених альпійських селах на схилах хребта Караванки проголосували за Югославію, жителі густонаселеного Клагенфуртського басейну були мотивовані своїми розвиненими соціальними та культурними, не в останню чергу економічними зв'язками з центральним регіоном Каринтії.
|              | до Австрії | до Югославії |
| ------------ | ---------- | ------------ |
| Розеґґ       | 1,980      | 2,318        |
| Ферлах       | 6,427      | 4,981        |
| Фолькермаркт | 8,306      | 2,444        |
| Блейбург     | 5,312      | 5,535        |
| Всього       | 22 025     | 15,278       |

Результати по муніципалітету

Після того як австрійський варіант набрав більшість голосів у переважно словенській зоні А, другий етап референдуму в північній зоні Б, населеній переважно німецькомовним населенням, не було проведено. Черговий югославський набіг був відбитий державами Антанти. 18 листопада 1920 року плебісцитний регіон Карінтії був переданий під австрійську адміністрацію, а 22 листопада проголошений частиною суверенної Австрійської Республіки. До сьогодні 10 жовтня є державним вихідним днем у землі Каринтія.
Плебісцит остаточно визначив кордон між Австрією та Королівством сербів, хорватів і словенців. Кордон залишився незмінним після Другої світової війни, навіть коли Королівство Югославія поступилося Федеративній Народній Республіці Югославія Тіто, хоча наприкінці війни югославські партизани знову ненадовго окупували територію словенської каринтії, включаючи столицю Клагенфурт. Після розпаду Югославії кордон розділяє Австрію та Словенію.

## Югославський опір
Югославський уряд у Белграді спочатку оголосив про перемогу на плебісциті. Після того як стало зрозуміло, що жителі проголосували за Австрію, Югославія ввела війська в зону і зайняла кілька міст; воєначальники заявили, що не визнають влади плебісцитної комісії. У той же час повідомлялося, що в сусідньому Маріборі, де проживало велике німецьке населення, але було передано Югославії в 1919 році, відбулися заворушення, пограбування магазинів і побиття етнічних німців. Наприкінці жовтня югославський уряд погодився вшанувати результати плебісциту та вивести свої війська із зони.

### Либеличе
Мешканці Либеличе (нім. Leifling), найсхідніше село Зони А, були проюгославськими і допомагали в організації проюгославських мітингів по всій Зоні А до плебісциту. У день плебісциту переважна більшість села проголосувала за Югославію; однак разом із рештою зони А вона була передана австрійській адміністрації. Мешканці села не хотіли змиритися з результатом. Щодня різали колючий дріт на кордоні та прибирали межові камені. Регулярні мітинги в селі та його околицях заохочували дедалі більше людей приєднуватися до повстання, свідомо ігноруючи будь-який австрійський закон, прийнятий після плебісциту. Координаторам повстання вдалося встановити контакт із високопоставленими політиками в Любляні, а згодом і в Белграді. Нарешті урядам Австрії та Югославії вдалося домовитися про територіальний обмін: Австрія поступилася Югославії територією Либеліче та отримала як компенсацію рівновелику територію на лівому березі Драви, що складається з переважно німецькомовних поселень Рабенштайн (словен. Rabštajn pri Labotu) і Лоренценберг (словен. Šentlovrenc), які сьогодні є кадастровими громадами в ринковому місті Лавамюнд. Передача територій відбулася 1 жовтня 1922 року. Це було остаточне розмежування між Австрією та Югославією (і її нинішньою правонаступницею Словенією), яке діє й досі.